# By Your Side
By Your Side is een nummer van de Britse dj Jonas Blue uit 2016, ingezongen door de Britse zangeres Raye.
"By Your Side" werd over het algemeen een klein hitje in Europa en Australië. In het Verenigd Koninkrijk haalde het de 15e positie. In de Nederlandse Top 40 haalde het een bescheiden 28e positie. In de Vlaamse Ultratop 50 had het met een 45e positie minder succes dan in Nederland en het VK.